# Thiền
Thiền – wietnamska wersja chińskiej szkoły chan. W przeciwieństwie do Korei i Japonii buddyzm wietnamski nie zdefiniował jasno poszczególnych szkół buddyjskich, dlatego wyodrębniona tradycja thiền zasadniczo nigdy nie istniała, chociaż pewne elementy jej nauk przejawiły się w literaturze, filozofii, sentymentach artystycznych i etyce.

## Wprowadzenie buddyzmu do Wietnamu

### Początki
W chwili wprowadzenia buddyzmu do Wietnamu, nie był on samodzielnym państwem, tylko częścią Chin i nosił nazwę Jiaozhou. Jiaozhou w języku chińskim znaczy "miejsce połączenia", co odnosiło się do faktu, że kraj ten łączył elementy kultury Indii i Chin. W I i II wieku region ten był związany głównie z kulturą Indii, dopiero później rozpoczęła się jego kolonizacja przez cesarstwo Hanów. Od tego czasu zaczęły przeważ elementy kultury chińskiej, jednak nawet pomimo tego, iż Jiaozhou od 111 roku p.n.e. do roku 939 było kolonią chińską, nigdy nie uległo całkowicie sinizacji.
Buddyzm został wprowadzony drogami biegnącymi z Indii i Azji Środkowej w II w. naszej ery. Jednak ponieważ Wietnam stał się niezależnym krajem w X w., buddyzm dopiero wtedy stał się religią postrzeganą przez panujące dynastie, podmiotem wspieranym przez państwo i zarazem religią wspierającą to państwo. Dlatego wszelkie wiarygodne dane na temat buddyzmu w Wietnamie pomiędzy II a X wiekiem są niezwykle skąpe, co zniechęcało historyków do zajmowania się tym tematem.
W ciągu 4 wieków od uzyskania niepodległości wietnamskie panujące dynastie nieustannie zapraszały wybitnych mnichów do asystowania im we wszelkich religijnych, politycznych i literackich sprawach. W tym okresie buddyzm był zdolny do ustanowienia siebie jako znaczącej siły politycznej i kulturalnej. Niektórzy wybitni mnisi służyli na dworze królewskim, inni byli związani ze sprawami państwowymi w mniej bezpośredni sposób. Byli także wybitni mnisi, którzy odrzucali dworskie zaproszenia oraz zajmowanie się polityką, byli postrzegani jako wzór religijnej czystości i ucieleśnienie narodowych wartości i mocy.
Pierwszą ważną postacią buddyzmu Jiaozhou był Shi Xie (wiet. Sī Nhiêp), gubernator Jiaozhou pod koniec dynastii Han (187-226), który był niezwykle szanowany za rozwijanie kultury i promowanie wartości konfucjańskich. Zapewne buddyjscy mnisi z Indii i Środkowej Azji przebywali w jego otoczeniu.
Różne źródła wykazują, że w Jiaozhou panowała znajomość elementów buddyjskich, takich jak śpiewanie sutr, tworzenie wyobrażeń buddyjskich, magicznych interwencji mnichów buddyjskich. Ponieważ informacje pochodzą z zupełnie niezależnych i odległych od siebie źródeł, można stwierdzić, że buddyzm musiał być w Jiaozhou już mocno osadzony.
Kolejną ważną postacią był Kang Senghui, wybitny mnich urodzony w Jiaozhou, jednak w rodzinie pochodzącej ze Środkowej Azji. W 247 r. opuścił on Jiaozhou i udał się do stolicy ówczesnego królestwa Wu, gdzie stał się wiodącym propagatorem buddyzmu. Z kolejnych źródeł dowiadujemy się o innych mnichach i propagatorach buddyzmu, takich jak np. Mou Bo, uczony chiński żyjący i działający w Jiaozhou w II w., który nauczał buddyzmu i napisał traktat Mouzi.
W XI w. mędrzec wietnamski Thông Biên przedstawił cesarzowej-wdowie historię związaną z buddyzmem w Wietnamie. Sui Wendi (VI w. 隋文帝) postanowił wysłać buddyjskich mnichów do Jiaozhou, aby szerzyli tam Dharmę buddyjską. Jednak buddyjski mnich z dworu wytłumaczył cesarzowi, że nie jest to konieczne, bowiem Jiaozhou kontaktuje się z Indiami, z których buddyzm został przyniesiony do Jiaozhou w tym samym czasie, co do Chin. I że nawet obecnie działają tam wybitni mnisi, dlatego nie trzeba tam nikogo nawracać na buddyzm. Tak więc już w VI w. buddyzm w Jiaozhou był bardzo mocno ugruntowany i miał świetnie zorganizowane społeczności buddyjskie.
O buddyzmie z Jiaozhou, a zwłaszcza o jego mnichach, można się także dowiedzieć z wierszy chińskich, w których wspomina się o buddystach z tego rejonu. Przykładem może być także tekst Datang Xiyu qiufa gaoseng zhuan (Biografie wybitnych mnichów z Tang, którzy podróżowali do Indii w poszukiwaniu Dharmy) znanego buddyjskiego podróżnika Yijinga.
Tak więc buddyzm istniał w Wietnamie prawie od tysiąca lat do chwili, gdy kraj ten uzyskał wolność. Wczesne dynastie wietnamskie znajdowały w klerze buddyjskim kulturową moc, która mogła im służyć w ich polityce. Takimi wczesnymi dynastiami były: Đinh, (Starsza) Lê i Lý. Gdy dynastia Tang zaczęła chylić się do upadku, przywódcy wietnamscy zobaczyli szansę na uzyskanie niezależności na swoich własnych prawach. W 939 r. Ngô Quyền pobił w bitwie nad rzeką Bạch Đằng chińskie wojska Południowej Dynastii Han. Z zamieszania po jego śmierci (w 944) zwycięsko wyszedł w 968 r. Đinh Bộ Lĩnh (Đinh Tiên Hoang), założyciel dynastii Đinh, który proklamował siebie cesarzem. Założył także hierarchiczny system rang urzędników dworskich, mnichów buddyjskich i kapłanów taoistycznych. Czyli buddyzm został wprzęgnięty w struktury państwowe. Co więcej, na stelach nagrobnych z tego okresu znaleziono mantry, tak więc w Wietnamie był już także obecny buddyzm tantryczny.
Po dynastii Đinh nastąpiła dynastia (Starszej) Lê (980-1009) i wiadomo, że założyciel dynastii Lê Đại Hành (pan. 980-1005) wspierał buddyzm. Z historycznych zapisów wiadomo także, że buddyzm wszedł w bliskie związki z rodzimymi religiami Wietnamu. Złożyły się na to dwie przyczyny - immanentna tendencja buddyzmu do tworzenia synkretycznych związków oraz początkowy brak świątyń i klasztorów buddyjskich, więc misjonarze buddyjscy osiedlali się w świątyniach rodzimych religii. Tak jak i gdzie indziej, rodzime bóstwa po konwersji stały się obrońcami Dharmy. To powodowało, że buddyjscy mnisi byli bardzo blisko związani z lokalnymi społecznościami i w czasach kryzysowych wspomagali je i np. rozniecali patriotyczne nastroje. Konfucjańscy urzędnicy byli na to zbyt zajęci swoimi sprawami dworskimi i administracyjnymi. Ponieważ konfucjańskie wykształcenie elit stało się w tym czasie normą, liczni mnisi buddyjscy pochodzący z elitarnych rodzin byli już ludźmi wykształconymi zanim weszli do klasztorów.

### Okres dynastiiLý- początki szkoły thiền
Bardziej długotrwałą była dynastia Lý (1010–1225). Kontynuowała ona politykę wspierania buddyzmu i czerpania z buddyzmu (i związanymi z nim rodzimymi lokalnymi kultami) wsparcia. Ponieważ istniała dłużej, miała szansę na skonstruowanie sprawnego i trwałego systemu relacji. Keith Taylor w swoim dziele "Authority and Legitimacy" (str. 149) określił ten system jako "kulturę Lý". Kultura tej dynastii była "różnorodna, eksperymentalna i nieekskluzywna". Tak więc kultura Lý była różnorodna, gdyż do centralnej ideologii włączono lokalne kulty i bóstwa, które służyły budowie narodowej tożsamości i potwierdzały autorytet dynastii. Kultura Lý była eksperymentalna, bowiem był to okres kiedy Wietnamczycy zaczęli odkrywać siebie po długim okresie chińskiej hegemonii oraz odkrywać na nowo dawno oficjalnie zapomniane symbole wietnamskiej tożsamości, które przetrwały w świątyniach wiejskich im poświęconych. Wreszcie kultura Lý była nieekskluzywna jeśli chodzi o etniczne pochodzenie i doktrynalne ukierunkowanie. A więc częścią tego procesu były chińskie, indyjskie, mongolskie kulturowe i religijne elementy. Nawet w samym buddyzmie różnorakie formy buddyzmu rozwijały się obok siebie: akademickie rozważania, wiejskie oświecenie, królewski patronat i ascetyczne samopoświęcenie.
Dynastia Lý wspierała buddyzm zarówno materialnie jak i ideologicznie. Przeznaczano - zwłaszcza w początkowym okresie - wielkie fundusze na buddyjskie projekty; odnawiano stare świątynie, budowano nowe, posyłano rządowych wysłanników do Chin w celu sprowadzenia tekstów buddyjskich, które kopiowano z przeznaczeniem dla głównych świątyń. Co ważne, pewne klasyczne teksty chińskiego chanu typu "przekazu lampy" (chin. "chuandeng lu") oraz "zapisanych wypowiedzi" (chin. "yulu") znalazły się w Wietnamie i przyciągnęły uwagę uczonych mnichów w stolicy. Ten rodzaj literatury buddyjskiej zainspirował buddystów wietnamskich do stworzenia historii własnej tradycji w podobny do chińskiego sposób. Mimo tego, trudno o tym okresie mówić, że buddyjscy uczeni wietnamscy chociaż trochę nawiązali do scholastycznych tradycji buddyjskiej filozofii czy rozmaitych szkół z dobrze rozwiniętymi doktrynalnymi podstawami.
Buddyzm owego czasu rozwijał się dwutorowo: "stary" buddyzm i "nowy" buddyzm. "Stary" buddyzm przeważał właściwie przez 10 wieków; jego cechą była złożoność i w jego skład wchodził tantryzm, praktyki rytualne i dewocjonalne, magia zmieszane z elementami buddyzmu indyjskiego, mongolskiego, chińskiego oraz nawet hinduizmu i popularnych religii rodzimych. Natomiast "nowy" buddyzm - thiền (chin. chan, jap. zen) - był pod wyraźnym wpływem patriarchalnego chanu chińskiego. Ten "nowy" buddyzm osiągnął szczyt w czasie dynastii Trần.

### Okres dynastiiTrần
Dynastia Trần (1225–1400) uczyniła wiele, aby uprawomocnić swoją dynastyczną moc. Rządowy system egzaminów zachęcał dobrze urodzonych chłopców do studiowania idei konfucjańskich, co w przyszłości przynosiło wsparcie idei państwowości, gdyż stawali się później administratorami państwa, oraz włączało członków wszystkich potężnych klanów rodzinnych w służbę państwu. Dodatkowo mongolska inwazja na samym początku panowania tej dynastii skonsolidowała społeczeństwo i pomogła we wzmocnieniu roli królów dynastii jako liderów narodu.
Wzmocnieniu uległ także thiền dzięki przybyciu w tym okresie chińskich mnichów oraz pojawieniu się wielu tekstów chanu. Dla władców tej dynastii buddyzm reprezentował najbardziej głęboki soteriologiczny aspekt "Trzech Religii", gdy konfucjanizm był bardziej odpowiedni we wszelkich światowych sprawach. Większość królów tej dynastii postępowało według następującego wzoru: okres panowania, abdykacja i odejście na górę Yên Tử aby praktykować buddyzm i zostać liderem ludzi.
Arystokracja Trần przyjęła za swoją idealistyczną wersję "nowego" buddyzmu – chiński "chan patriarchalny", który zaczął włączać się w społeczeństwo wietnamskie w okresie dynastii Lý. Powstała szkoła thiền Trúc Lâm. Jej założycielem był Trần Nhân Tông, trzeci król dynastii, a więc zasadniczo była to całkowicie wietnamska szkoła. Chociaż nie przetrwała długo, to zaznaczyła się jako pierwsza próba ustanowienia szkoły thiền w średniowiecznym Wietnamie. Z kilku tekstów wyłania się obraz tradycji mocno opartej na patriarchalnym chanie; głównym narzędziem nauczania były zaskakujące dialogi między mistrzem a uczniami. Powtarzano dokładnie drogę chińską z przekazem oświeconego umysłu z nauczyciela do ucznia i konstruowaniem tym samym linii przekazu, wymianą wierszy (indywidualną lub zbiorową), przekazywaniem szaty i miski głównemu uczniowi, publicznymi ceremoniami przyjmowania wskazań zarówno przez mnichów jak i ludzi świeckich itd. Wyraźnie widać, że szkoła ta reprezentowała wysokokulturowy buddyzm dla arystokracji.
Według Phúc Diềna – XIX-wiecznego buddysty – już pod koniec dynastii Lý liczni chińscy mnisi chan należący zarówno do tradycji linji i caodong przybywali do Wietnamu aby szerzyć buddyzm. Ich uczniami byli członkowie arystokracji, łącznie z królami. Tego teksty wykazują, że już w okresie Trần thiền był popularny wśród arystokracji i było wiele świątyń, gdzie praktykowano pod kierunkiem chińskich nauczycieli. Niestety obecnie badacze dysponują tylko listami linii przekazu i nazwami świątyń, w których te linie rozkwitały.

## Wprowadzenie szkoły thiền
Tradycyjnie uważa się, że historia thiền, to historia trzech szkół: Vinītaruci, Vô Ngôn Thông (chin. Wu Yantong 無言通) i Thảo Đường. Tak jest ona przedstawiona w niedawno odkrytym tekście "Thiền uyển tập anh" ("Wybitne postacie w wietnamskim społeczeństwie thiền") pochodzącym z trzeciej dekady XIV wieku. Ukazuje on niekonsekwentną genealogię wspomnianych trzech szkół thiền. Przedstawia biografie 66 wybitnych mnichów thiền, z których 37 należy do szkoły Vô Ngôn Thông, a 29 do szkoły Vinītaruci. Szkoła Thảo Đường jest przedstawiona tylko jako genealogia pięciu pokoleń mistrzów bez biografii.
Nie wydaje się, aby thiền był dominującą tradycją w Wietnamie, ani także głównym rodzajem buddyzmu, który został przeniesiony z Chin. Z tego tekstu, jak również i innych, często znanych tylko we fragmentach, wynika, że nauki chanu zostały wprowadzone do Wietnamu przez uczniów chińskich Patriarchów. Jednak wszystkie te znane teksty ukazują prawdę inną. Powstawały one w zupełnym oderwaniu i braku kontaktu między autorami. Buddyzm wietnamski składał się raczej z różnych grup przebywających w różnych klasztorach i będących pod wpływem mnichów imigrantów należących do różnych tradycji chińskiego, indyjskiego czy środkowoazjatyckiego buddyzmu, a nie powstał w trakcie zunifikowanego przekazu z Chin.

### Szkoła vinitaruci
Tradycyjnie uważa się szkołę (linię przekazu Dharmy) założoną przez indyjskiego mnicha Vintaruciego za najstarszą. Jego nazwisko pojawia się w kilku tekstach wietnamskich a także i chińskich. Czy wietnamski Vinitaruci był tą samą osobą, co chiński, nie wiadomo. Wiadomo, że klasztor Pháp Vân był już w II wieku znaczącym centrum buddyzmu w Wietnamie, do którego przybywali mnisi z Indii. Rozkwitał w nim buddyzm, który był mieszaniną popularnego indyjskiego buddyzmu z elementami braminizmu. Na pewno Vinitaruci nie był uczniem Trzeciego Patriarchy Sengcana. Późniejsi autorzy pragnąc połączyć wietnamski thiền z chińskim chanem połączyli te dwie postacie.
W świetle historycznych i literackich źródeł można uważać tradycyjny pogląd, że Vinitaruci przybył do Wietnamu i założył szkołę thiền, za nieprawdziwy.
W tekście Thiền Uyển Tập Anh autor przedstawił zasadniczo dziewiętnaście pokoleń następców Dharmy szkoły vinitaruci, od Vinitaruciego do Y Sơna. Jednak między Vinitarucim a Định Khôngiem (ósme pokolenie) zapisane są biografie tylko dwóch mistrzów – Pháp Hiềna (drugie pokolenie) i Thiện Hội (czwarte pokolenie). Nie ma ani słowa o trzecim, piątym, szóstym i siódmym pokoleniu.
Biografia Pháp Hiềna została złożona z pewnych elementów wziętych z biografii Thông Biệna, połączonych z historią oświecenia w formie typowego dla chanu okresu Song dialogu i zaczerpniętego prawdopodobnie z dialogu pomiędzy Daoxinem (Czwartym Patriarchą chanu) i Hongrenem (Piątym Patriarchą), pochodzącego z Chuandeng lu. Biografia Thanh Biệna została stworzona w podobny sposób, wzorując dialog na dialogach mistrza Dazhu Huihaia z uczniami.
Pozostałe biografie od Định Khônga (ósme pokolenie) do Y Sơna (dziewiętnaste pokolenie) wykazują pewną koherentną tendencję buddyzmu. Buddyzm z tych biografii cechuje cudowność, ascetyczność, rytualizm i zaangażowanie w świecie. Biografie opisują więc buddyzm, który w niczym nie przypomina klasycznego zenu.
Fakt, że regularne następstwo pokoleń występuje dopiero od Định Khônga może sugerować, że tzw. szkoła vinitaruci w ogóle nie istniała, a została właściwie założona przez Định Khônga. Można także przyjąć, że w klasztorze Pháp Vân istniała jakaś linia przekazu, mimo tego, iż Vinitaruci (tłumacz w Chinach) nigdy nie przybył do Wietnamu. Było to ważne centrum buddyjskie, skoro Pháp Hiền otrzymał relikwie Buddy i wybudował w tym klasztorze stupę. Ta zapewne istniejąca linia przekazu gromadziła buddystów, których buddyzm był mieszaniną medytacji, ascetyzmu, magii, czynienia cudów i rytualności, bez najmniejszych nawet śladów thiềnu.

### Szkoła vô ngôn thông
Pierwotny autor Thiền Uyển Tập Anh wydaje się pełen zastrzeżeń wobec "szkoły vinitaruci" jako szkoły thiền. Wyraźnie zaznacza w końcowej części biografii Vô Ngôn Thônga, że "szkoła thiền w naszym kraju rozpoczyna się z Vô Ngôn Thôngiem".
Jednak dokładna analiza biografii wykazuje, że nie wszystkie informacje można uważać za wiarygodne. Przybycie tego mnicha do Wietnamu wcale nie jest takie pewne. Początkowa część informacji biograficznych jest identyczna z biografią Buyu Tonga, ucznia mistrza chan Baizhanga Huaihaia, zapisaną w Chuandeng lu. Autor Thiền Uyển Tập Anh informuje, że Vô Ngôn Thông znany jest także jako Bất Ngữ Thông (Buyu Tong) w Chuandeng lu, jednak ani ten tekst, ani inne chińskie źródła nie wspominają, że Buyu Tong jest zwany Wuyan Tongiem (Vô Ngôn Thôngiem).
Chuandeng lu zawiera biografie tylko trzynastu z trzydziestu jeden spadkobierców mistrza Baizhanga. Aby połączyć Cảma Thànha i klasztor Kiến Sơ z chińską tradycją chan i linią przekazu Baizhanga, autor musiał wybrać kogoś z tych trzynastu mistrzów chan. Z tych trzynastu, czterech było bardzo znanych, z pozostałej ósemki (nie licząc Buyu Tonga) pięciu miało niezbyt jasne biografie, a trzech miało zanotowane miejsce śmierci lub zarówno datę jak i miejsce śmierci. Do wykorzystania pozostał tylko Buyu Tong, którego krótka biografia nie zawiera ani daty, ani miejsca śmierci. Wspiera to tezę, że opowieści o działalności Vô Ngôn Thônga w Wietnamie są apokryfami.
Z kolei to, że autor Thiền Uyển Tập Anh wsparł Cảma Thànha mistrzem-założycielem pochodzącym z chińskiej tradycji chan, wydaje się wskazywać, że była to już postać autentyczna, mimo pewnych zapożyczeń w jego biografii z innych tekstów.
Klasztor Kiến Sơ stał się świętym miejscem buddyzmu wietnamskiego i ośrodkiem linii przekazu, która przetrwała do połowy XIII wieku. Analiza biografii mistrzów z tej linii przekazu ukazuje buddyzm, który nie różnił się od buddyzmu szkoły vinitaruci. Trudno więc także i tę szkołę nazwać szkołą thiền.

### Szkoła thảo đường
W Thiền Uyển Tập Anh nie pojawia się żadna informacja o tej szkole, poza listą mnichów z jej linii przekazu.
Kawamoto Kunye, japoński badacz, poinformował, że zgodnie z Chanlin baoxun (Drogocenne nauki z lasu chan) mistrz chan Caotang (wiet. Thảo Đường), założyciel szkoły thiền w Thăng Long, jest tożsamy z mistrzem chan Caotangiem Shanqingiem, uczniem mistrza chan Huitanga Zuxina, co nie jest jednak przekonujące.
O tej szkole nie dowiadujemy się z żadnych współczesnych jej źródeł. Niektórzy wietnamscy historycy uważają, że szkoła ta działała wyłącznie wśród elit państwa. Tymczasem nic o niej nie wie prawie współczesny szkole uczony Thông Biện, jak również konkubina cesarza Lý Thánh Tônga i oddana buddystka - Phù Thánh Ling Nhân. A przecież to właśnie ten cesarz nadał podobno tytuł Narodowego Nauczyciela Thảo Đườngowi.
Co najmniej dziwna jest także pozycja w szkole cesarza Lý Cao Tônga (pan. 1175–1210), który jest zaliczony jako "patriarcha" w piątej generacji. Wiadomo, że słuchał on swego doradcy, oportunistycznego konfucjanisty Đàm Dī Mônga i wprowadził niezwykle uciążliwe prawa antybuddyjskie, a pod koniec swojego życia zachowywał się jak psychopata. Inne źródła wietnamskie nie wspominają o tym, aby cesarz ten był związany z jakąkolwiek szkołą buddyjską, czy w ogóle z buddyzmem.
Thảo Đường było zapewne sino-wietnamskim imieniem mnicha, który pochodził albo z Champy, albo z Indii. Po przybyciu do Wietnamu został osobistym nauczycielem cesarza Lý Thánh Tônga. Zapewne nauczał typowej mieszaniny buddyzmu mahajany z braminizmem.

### Szkoła lâm tế (linji)
O szkole tej dowiedzieć się można z dwóch źródeł: Lược Dẫn Thiền Phái Đồ (z lat ok. 1310–1313) i Kế Đăng Lược Lục Phúc Điềna. Z nich można się dowiedzieć o dwóch liniach przekazu szkoły lâm tế. Według pierwszego źródła linia przekazu wyglądała następująco:
- Thông Thiền
- Tức Lự
- Yingshun (Ứng Thuận)
- Xiaoyao
- Huizhong (Huệ Trung)
- Trần Nhân Tông

Według drugiego źródła:
- Hiện Quang
- Yuanzheng
- Dadeng
- Xiaoyao
- Huihui (Huệ Huệ)
- Trần Nhân Tông

Obie listy zgadzają się od czwartego pokolenia, chociaż Huizhong staje się Huihui.
Bardziej wiarygodna wydaje się lista Phúc Điềna, gdyż w poszukiwaniu informacji sięgnął nie tylko do starszych źródeł, ale również zebrał informacje w klasztorach.
Mniej więcej w połowie okresu Lý wykształceni wietnamscy mnisi zaczęli się stykać z chińską literaturą i chińskimi mnichami. W tym czasie w Chinach chan stał się formą buddyzmu o największym prestiżu. Do Wietnamu zaczęli przybywać mnisi twierdzący, że są członkami linii linji. Elita, w tym także elita dworska była zainteresowana ich naukami. Jednak efekt był taki, że zaadaptowano pewne style myślenia i pewne praktyki nauczane przez różnych nauczycieli w różnych miejscach. Nie ma żadnej ewidencji, iż powstały jakieś spójne linie przekazu i zostały przekazane jakieś jednolite zestawy doktryn.
Dzisiejszy buddyzm wietnamski wciąż zapewnia o jego związkach ze szkołą linji, ale w rzeczywistości przedstawia rodzaj łatwego, emocjonalnie bezpiecznego, mieszanego buddyzmu, który prawie wcale nie przypomina bezkompromisowej abstrakcyjności i ikonoklazmu kojarzonego z duchem mistrza Linji Yixuana.

## Thiền - rozwój w średniowieczu

### Literatura buddyjska
Chociaż wiadomo, że buddyjska literatura w Wietnamie, zwłaszcza od okresu dynastii Lý była bardzo bogata, to niewiele się zachowało do dziś. Większa część literatury tego okresu składała się z dzieł wybitnych mnichów buddyjskich. Były to wiersze, krótkie eseje na temat komentarzy do tekstów buddyjskich, niezależne prace na różne tematy buddyjskie. Praca Lươc Truyện Các Tác Gia Việt Nam napisana przez Trầna Văna Giápa zawiera krótkie noty biograficzne i listy ich twórczości. Niektórzy z tych autorów w swoich tekstach wykazywali wyraźne cechy łączące ich z thiềnem; np. dotyczy to znanego mnicha z dynastii Đinh i (Starszej) Lê - Khuônga Việta (933-1011).
Wyniesienie buddyzmu do rangi państwowej religii oraz pojawienie się buddyjskiej literatury chińskiej stały się bodźcem i inspiracją dla wietnamskiej inteligencji. Pomimo znanej formuły, że zen jest "oddzielnym przekazem poza werbalnymi naukami" buddyzm zen zostawił bogatą literacką spuściznę. Tak też stało się w Wietnamie. Znani mnisi zaczęli imitować chińskich patriarchów chan i tworzyć wiersze, zarówno w formie wierszy nauczających dla ich uczniów lub też jako wyrażenie ich duchowego zrozumienia, doświadczenia i nastawienia do fenomenalnego świata. Niektóre z tych wierszy są wysoce oryginalne, inne są po prostu odwzorowywaniem z chińskich oryginałów.
Tworzenie buddyjskiej poezji i w końcu także poezji thiền, stało się typową praktyką wśród wietnamskiej buddyjskiej elity i jest to kontynuowane do czasów dzisiejszych. Było to tak popularne, że według Cuonga Tu Nguyena thiền przypominał raczej religijny ruch literacki niż prawdziwą sektę czy też szkołę, którą cechować winna doktryna, praktyki i genealogie.
Z różnych tekstów wiadomo, że wietnamscy mnisi thiền tworzyli także literaturę w typie przekazu lampy (chin. denglu). Trzeba tu wymienić autorów i takie teksty jak:
- Thông Biện - Chiếu Đối Lục
- Thường Chiếu - Nam Tông Tự Pháp Đồ
- Huệ Nhật - Liệt Tổ Yếu Ngữ

Jednym z ważnych autorów był mistrz thiền szkoły vô ngôn thông Viên Chiếu (圓照禪師 999-1090), który tworzył traktaty, np. "Dược Sư Thập Nhị Nguyện Văn" ("Dwanaście Ślubowań Buddy Króla Medycyny"), który został zaprezentowany cesarzowi Lý Nhân Tôngowi. Właściwie wszystkie teksty powstałe w tym okresie zostały zniszczone zapewne w trakcie najazdu Mongołów i armii Mingów.

### Buddyzm w życiu społecznym i politycznym
Bardzo szybko pewne instytucjonalne cechy buddyzmu chińskiego zostały przeniesione do Wietnamu i przeniknęły społeczne i polityczne życie w tym kraju.
Regularną częścią życia buddyjskiego stały się święta - festyny wegetariańskie. Przeprowadzano je przy różnych okazjach. Czasem organizowano je jako wyraz wdzięczności dla jakiegoś mnicha. Czasem taki festyn był okazją do wykładów prowadzonych przez mnicha. Czasem organizowano takie festyny dla uczczenia zmarłej osoby i łączono to z modlitwami za tę osobę. Tego rodzaju festyny wegetariańskie są popularne i w dzisiejszym Wietnamie. Często motywacją do zorganizowania takiego święta, była chęć zgromadzenia zasług.
Wzorując się na rangach mnichów, Wietnam wprowadził podobne. Nadawano tytuł "Narodowego Nauczyciela", z różnych zresztą przyczyn. Wybitni mnisi nagradzani byli purpurową szatą, czemu towarzyszył nadawany tytuł "Wielkiego Mnicha Purpurowej Szaty". Szereg innych tytułów było związanych z Akademią Mnichów i spełnianymi przez mnichów obowiązkami, np. Mnich Pisarz (Tăng Lục), Mnich Urzędnik (Tăng Quan), Główny Nadzorca Mnichów (Tăng Thống) itd. Wiadomo, że Đinh Tiên Hoàng wprowadził takie rangi dla mnichów buddyjskich i taoistycznych w 971 r.
To, że wprowadzono takie tytuły, nie oznacza, iż istniała wtedy w Wietnamie wysoko zorganizowana sangha, a Główny Nadzorca Mnichów był jej głową. W połowie okresu panowania dynastii Lý pewne instytucje były już dość dobrze ustabilizowane. Odbywały się np. egzaminy z Sutry Lotosu i Sutry doskonałego oświecenia. Świadczy to o tym, że starano się wyselekcjonować pewną grupę uczonych mnichów do pełnienia na dworze różnych obowiązków w ramach instytucjonalnych sponsorowanego przez państwo buddyzmu.

### Buddyzm a religia popularna
Świadectwa z różnych krajów wykazują, że buddyzm zupełnie dobrze adaptował się do kulturalnego i religijnego podłoża w każdym nowym kraju, w którym był szerzony. Buddyzm z reguły wcielał pewne elementy miejscowych kultów, zamiast walczyć z nimi. Miało to wielki wpływ na charakterystykę różnorodnych lokalnych tradycji buddyjskich, które rozwinęły się w południowej i południowo- wschodniej Azji poza Indiami.
Wietnam jest zasadniczo społeczeństwem agrokulturalnym, krajem rolników. Dlatego w wietnamskiej mitologii wielką rolę odgrywały deszcz, woda i rzeki. Gdy buddyjskie wierzenia i praktyki dotarły do Wietnamu (czyli Jiaozhou) i zostały przyjęte przez miejscowych ludzi, lokalne bóstwa, kulty i święte miejsca często nabierały buddyjskiego kolorytu. Poprzedni układ nadnaturalnych autorytetów został zmieszany z nowymi, bardziej potężnymi, gdy lokalne bóstwa zostały włączone w buddyjski panteon. Ten powtarzany wzór kształtował również zarówno buddyzm jak i popularną religię niezależnego Wietnamu od X wieku.
W okresie panowania dynastii Trần większą rolę odgrywał konfucjanizm i jego państwowe rytuały, i buddyzm został w to włączony, np. w czasie suszy niesiono posąg Buddy do świątyni w stolicy, a cesarz przewodniczył rytuałowi modlitewnemu o deszcz. Tekst Thiền uyển tập anh informuje o kilku mnichach buddyjskich, którzy byli ekspertami w modlitwach o deszcz.

### Relacje między buddyzmem a hinduizmem
Związki pomiędzy tymi systemami religijnymi ewoluowały w zawiłym procesie na zarówno filozoficznych jak i religijnych poziomach. W tym procesie każda z tych tradycji czasem wchłaniała pewne idee, praktyki i symbole drugiej tradycji, a czasem odrzucała inne.
W pierwszych wiekach naszej ery buddyzm włączył pewną liczbę bogów braminicznych do swojego panteonu. Np. Brahma i Śakra po zostaniu bóstwami buddyjskimi stali się Obrońcami Dharmy. Proces ten został nawet utrwalony w sutrach, m.in. w Suvarṇaprabhāsa Sūtra, w której czterej niebiańscy królowie, pierwotnie bóstwa hinduistyczne, stały się czterema Obrońcami Dharmy w buddyzmie.
Za panowania Lý Thánha Tônga (1054–1072) wznoszono świątynie poświęcone Brahmie i Śakrze. Można znaleźć i inne elementy braminiczne w buddyzmie wietnamskim, chociaż nie jest to problem dobrze udokumentowany i zasadniczo czeka na dalsze studia.
Wiadomo także, iż w buddyzmie wietnamskim i w religii ludowej kultem cieszył się wedyjski bóg Wajśrawana, pierwotnie znany jako Kubera. Kult ten został przeniesiony z Indii do Chotanu, potem do Chin, a następnie do Japonii i Wietnamu. W Wietnamie nosił nazwę Tỳ Sa Môn Thiên Vương i łączył cechy indyjskie, chińskie, buddyjskie i ludowe. Był uznawany za protektora zarówno Dharmy jak i Wietnamu. Powszechnie uważano, że odpowiada na modlitwy cesarzy i pomaga zwalczać napastników. Doszło także do utożsamienia Wajśrawany z legendarnym bohaterem dawnego Wietnamu - Phù Đổngiem Thiênem Vươngiem, zapewne z powodu łączenia Wajśrawany z górą Vệ Linh, miejscem, z którego Phù Đổng Thiên Vương wszedł do nieba po pobiciu armii chińskiej.

### Mnich buddyjski w średniowiecznym Wietnamie
Problem mnichów można rozpatrywać na kilku poziomach, zależnie od punktu widzenia i ich roli w społeczeństwie.
- Nowa inteligencja

Byli to ludzie wykształceni, gotowi pełnić przeróżne funkcje wspomagające państwo. Porzucili konfucjanizm na rzecz buddyzmu. Pojawili się jeszcze czasie, gdy państwo wietnamskie zaczęło swój byt. Asystowali w sprawach zarówno politycznych jak i kulturalnych, nie tylko budując system władzy, ale również chroniąc państwo przed większym i silniejszym wrogiem z północy - Chinami, oraz ochraniali Dharmę. Pierwszym takim wybitnym mnichem był Khuông Việt (933-1011), bezpośrednio działający na dworze cesarskim. W jego ślady poszedł spadkobierca mistrza Đa Bảo (zm. po 1028). Innym z mnichów działających na dworze cesarskim był Đỗ Pháp Thuận, który asystował cesarzowi Lê Đại Hànhowi w sprawach politycznych i dyplomatycznych.
Byli również tacy mnisi, którzy oferowali swoje talenty i wiedzę cesarzom bez pełnienia jakichkolwiek funkcji na dworze, jak np. Vạn Hạnh (zm. 1025).
- Nauczyciele Dharmy

Niektórzy mnisi nie włączali się bezpośrednio w sprawy państwowe i dworskie, ale służyli narodowi przede wszystkim jako nauczyciele religii. Jednym z pierwszych znanych takich mnichów był Sùng Phạm (1004–1087), który spędził dziewięć lat w Indiach. Jednak prawdopodobnie najbardziej znany i celebrowany był Narodowy Nauczyciel Thông Biện (zm. 1134). Innym z takich mnichów nauczycieli był Mãn Giác (1052–1096), jeden z liderów ówczesnego buddyzmu. Równie wybitnym mnichem był Viên Thông (1080–1151).
Niektórzy z tych mnichów poddawali się różnym surowym ascetycznym praktykom (co było i jest cechą mnichów wietnamskich) i używali swoich duchowych osiągnięć w celu pomagania ludziom zarówno w sprawach religijnych jak i socjalnych. Takimi mnichami byli np. Trí Bảo (zm. 1190) i Viên Học (1073–1136).
- Cudotwórcy, uzdrowiciele i czarodzieje

Są to najbardziej ulubione postacie wietnamskiego buddyzmu. Wierzono, iż posiadają oni magiczne moce takie jak profetyzm, zdolność do uzdrawiania, zdolność do sprowadzania deszczu itd. Pomimo ich widocznego nieraz lekceważenia ogólnych konwencji społecznych, mnisi ci byli współczująco zaangażowani w życie społeczne przez wykorzystanie typowych buddyjskich "zręcznych środków". Stawali się popularnymi ludowymi bohaterami, których historie były często przerabiane i włączane w zbiory bajek i legend. Niektórzy z nich cieszyli się pewnym kultem, gdyż poświęcano im kaplice.
Najlepszym przykładem ilustrującym tę kategorię mnichów, jest Ma Ha, pochodzący z wysoko postawionej rodziny buddyjskiej, gdyż jego ojciec prowadził urząd religijny na dworze Lê. Wywodził się z Czampy, był człowiekiem wykształconym, znał język chiński i sanskryt. Po przezwyciężeniu ślepoty osiągnął magiczne zdolności.
Innym takim mnichem był Không Lộ (zm. 1119), który latał w powietrzu i chodził po wodzie. Jego uczniem i towarzyszem był Giác Hải.
Najbardziej popularnym bohaterem wietnamskiego folkloru jest Dạo Hạnh (zm. 1117). Dzięki jego głębokiej znajomości zasad karmy miał wielkie zdolności profetyczne. Jego uczniem był Minh Không (1065–1141), który wykazywał się zdolnościami uzdrowicielskimi.

## Doktryna i praktyka wietnamskiego buddyzmu
Na podstawie zachowanych tekstów można zauważyć, że zasadniczo doktryna i praktyka w dawnym buddyzmie wietnamskim jest uderzająco podobna do dzisiejszego wietnamskiego buddyzmu.
Poza elementami związanymi z thiềnem najczęściej spotyka się odniesienia do doktryny jogaczary, czyli tożsamości pierwotnego czystego umysłu z "takością" czyli Stanem Buddy. Phúc Điền w swoim tekście Dạo Giáo Nguyên Lưu (Źródła trzech religii) wylicza różne praktyki prowadzone przez poszczególnych mnichów. Jednak ponieważ w buddyzmie wietnamskim nie ma prawdziwych linii przekazu czy też sekciarskich szkół, nie ma możliwości dokładnego określenia jakiegoś systemu praktyki. Ogólnie można powiedzieć, że praktyka wietnamskich mnichów buddyjskich obejmowała cały zakres wschodniazjatyckiego buddyzmu mahajany.

### Sutry
Buddyzm wietnamski należy do buddyzmu wschodnioazjatyckiego, który jest zasadniczo oparty na sutrach. Dlatego też sutry są tak istotne dla niego. Były one nie tylko studiowane (razem z różnorodnymi komentarzami), ale również były zapamiętywane i głośno śpiewane.
Sutry są śpiewane zarówno codziennie (rutynowo) jak i podczas specjalnych ceremonii. Fizyczne teksty sutr są czczone jako święte obiekty, gdyż zawierają słowa Buddy. W wielu biografiach wybitnych mnichów wspomina się o ich oddaniu praktyce śpiewów. Oddawano się również praktyce kopiowania sutr, co traktowano jako akt pobożności. Nawet dziś praktyka kopiowania sutr jest często spotykana wśród wykształconych mnichów.
Najbardziej czytaną, studiowaną i recytowaną sutrą w Wietnamie była (i jest) Sutra Lotosu. Tacy mnisi jak Bảo Tính (zm. 1034) i Minh Tâm (zm. 1034) poświęcili się śpiewaniu jej przez piętnaście lat bez przerwy.
Inną sutrą, do dziś popularną, jest Sutra doskonałego oświecenia (wiet. Viên Giác kinh). Recytowaniu tej sutry poświęcił się Viên Chiếu (999-1090). Jest on także autorem komentarza do tej sutry Tán Viên Giác Kinh (Pochwała "Sutry doskonałego oświecenia").
Innym z głównych pism mahajany jest Sutra Diamentowa. Jej śpiewaniu poświęcił się Thanh Biện (zm. 686). Tematem swoich wykładów i kazań uczynił ją Giới Không. Zajmowała się tą sutrą także mniszka Diệu Nhân (1042–1113).
Z innych sutr dość popularne były Sutra Awatamsaki oraz Sutra Dobrotliwego Króla.

### Mantryidharani
Wykonywano również praktyki mantry i dharani. W większości przypadków praktyki te były ściśle powiązane z osiągnięciem nadnaturalnych mocy. Recytowanie mantr i dharani było zwykle wykazywane jako część pewnego wzoru praktyki, który łączył także śpiewanie sutr i praktyki ascetyczne.
Praktykę śpiewania Sutry Serca i "Mantry Samantabhadry" prowadził mnich Dại Xả (1120–1180). Dạo Hạnh (zm. 1117) z kolei udał się na górę Từ Sơn, na której żył w zupełnym odosobnieniu i poświęcił się śpiewaniu "Dharani umysłu wielkiego współczucia". Po odśpiewaniu jej 108000 razy osiągnął magiczne moce. Natomiast Nguyện Học (zm. 1175) nieustannie recytował "Dharani pachnącego oceanu wielkiego współczucia". W wyniku tej praktyki osiągnął magiczne moce leczenia chorób i sprowadzania deszczu.
Recytowanie mantr i dharani było zawsze traktowane jako droga do osiągnięcia głębokiej komunikacji z ostateczną rzeczywistością. Na mniej głębokim poziomie praktyki te są drogą do wykorzystania źródła kosmicznej energii i manipulowania nią. Wierzy się także, iż przez wykonywanie tej praktyki otrzymuje się ochronę od bodhisattwów i obrońców Dharmy.

### Inne praktyki
W wietnamskim buddyzmie często przeprowadzano praktyki oczyszczające sześć zmysłów. Były one uważane za niezbędne na drodze do oświecenia. Pewne mniej lub bardziej ascetyczne praktyki zawierały całą buddyjską trojaką dyscyplinę podstawową dla osiągnięcia oświecenia. Składała się ona z:
- moralnego oczyszczenia, rozumianego jako oderwanie zmysłów od światowych obiektów i zachowywania wewnętrznej energii
- medytacji, rozumianej jako przekierowanie tej energii w kierunku duchowych celów
- medytacyjnej koncentracji, czyli połączenia umysłu z prawdziwą rzeczywistością

### Praktyki związane zeSzkołą Czystej Krainy
W okresie dynastii Song synkretyzm chanu i czystej Krainy stał się ogólną cechą części buddyzmu chińskiego i w tym samym czasie ta tendencja dotarła także do Wietnamu. I właśnie ta kombinacja praktyki thiền i Czystej Krainy stała się najbardziej atrakcyjna dla elit wietnamskich. Większość praktykujących thiền używała recytowania imienia Buddy jako formy medytacyjnej techniki, a nie jako praktyki dewocjonalnej. Czysta Kraina nie była dla nich zewnętrznym miejscem, ale stanem czystego umysłu. Natomiast dla wyznawców Czystej Krainy, metody thiền, chociaż zasadniczo całkowicie poprawne, były zbyt wzniosłe aby spotkać się z oczekiwaniami prostych ludzi, którym odpowiadała prosta, najłatwiejsza ze wszystkich - praktyka Czystej Krainy.

## Podsumowanie
W Wietnamie thiền zasadniczo nigdy nie był "szkołą" w znaczeniu rozpoznawalnej społecznej instytucji z zestawem tekstów, doktryn i praktyk. Dla zwyczajnych buddystów wietnamskich jest on zwyczajną "plotką klasztorną". Nigdy nie byli z nim związani tak jak z dewocjonalnym, rytualnym buddyzmem, bardzo bliskim buddyzmowi Czystej Krainy.
Linie przekazu z pewnością nie miały charakteru historycznego tylko religijny i literacki. W dodatku w ogóle nie były znane elitom wietnamskim. O szkole Trúc Lâm po raz pierwszy wspomniano w XIX wieku, o dwóch pozostałych nie wspomniano. W bibliografiach książek buddyjskich w Wietnamie znajdziemy teksty o sutrach, rytuałach, ceremoniach, winai, ale prawie nie ma niczego o thiềnie. Nie było w Wietnamie klasztorów thiền, ani jakiś społeczności związanych z thiềnem, nie było monastycyzmu thiền – takiego jak choćby w Korei czy Japonii. Jedyne ślady thiềnu można znaleźć w poezji związanej z thiềnem, tzn. w poezji, która wykorzystuje anegdoty, żargon, metafory i symbole thiền.
W czasach dynastii Lý, pod wpływem literatury docierającej z Chin, próbowano jakoś zdefiniować szkoły buddyjskie w Wietnamie. W tym czasie chan cieszył się niebywałą renomą w całym sinocentrycznym świecie. Zaczęto więc naśladować różne rodzaje literatury chan, zwłaszcza w rodzaju tekstów "przekazu lampy".
W Wietnamie buddyzm thiền przejawił się głównie w filozoficznym nastawieniu, stylach etycznych zachowań i sentymentów artystycznych. Można go znaleźć w życiu kulturalnym i religijnym, ale nie jako spójny system myśli przyjęty przez trwałą fizyczną społeczność.

## Linie przekazu
Brak wystarczająco wielu tekstów źródłowych nie pozwala na skonstruowanie nieprzerwanych linii przekazu thiền.

### Szkoła Vô Ngôn Thông (15 kolejnych generacji)

#### Linia przekazu Dharmy
Pierwsza liczba oznacza liczbę pokoleń mistrzów od 1 Patriarchy indyjskiego Mahakaśjapy.
Druga liczba oznacza liczbę pokoleń od 28/1 Bodhidharmy, 28 Patriarchy Indii i 1 Patriarchy Chin.
Trzecia liczba oznacza początek nowej linii przekazu w danym kraju.
- 33/6. Huineng (638-713)
  - 34/7. Nanyue Huairang (677-744) szkoła hongzhou
    - 35/8. Mazu Daoyi (707-788)

  - 36/9. Baizhang Huaihai (720-814)
    - 37/10/1. Vô Ngôn Thông (759-826) Wietnam - szkoła vô ngôn thông
      - 38/11/2. Cảm Thành (zm. 860)
        - 39/12/3. Thiện Hội (zm. 900)
          - 40/13/4. Vân Phong (zm. 956)
            - 41/14/5. Khuông Việt (933-1011)
              - 42/15/6. Đa Bảo (zm. po 1028)
                - 43/16/7. Định Hương (zm. 1051)
                  - 44/17/8. Viên Chiếu (999-1090)
                    - 45/18/9. Thông Biện (zm. 1134)
                      - 46/19/10. Biện Tâi (bd)
                      - 46/19/10. Đạo Huệ (zm. 1173)
                        - 47/20/11. Tịnh Lực (1112–1175)
                        - 47/20/11. Trí Bảo (zm. 1190)
                        - 47/20/11. Trường Nguyên (1110–1165)
                        - 47/20/11. Minh Trí (zm. 1196)
                          - 48/21/12. Quảng Nghiêm (1122–1190
                            - 49/22/13. Thường Chiếu (zm. 1203)
                              - 50/23/14. Thông Thiền (zm. 1228) laik
                                - 51/24/15. Tức Lự (bd)
                                  - 52/25/16. Ứng Vương (bd) laik

                              - 50/23/14. Thần Nghi (zm. 1216)
                                - 51/24/15.. Ẩn Không (bd)

                        - 47/20/11. Tín Học (zm. 1190)
                        - 47/20/11. Tịnh Không (1091–1170)
                        - 47/20/11. Dại Xả (1120–1180)

                  - 44/17/8. Cứu Chỉ
                  - 44/17/8. Bảo Tính (zm. 1034)
                  - 44/17/8. Minh Tâm (zm. 1034)

                - 43/16/7. Thiền Lão
                  - 44/17/8. Quảng Trí
                    - 45/18/9. Mãn Giác (1052–1096)
                      - 46/19/10. Bổn Tịnh (1100–1176)

                    - 45/18/9. Ngộ Ấn (1020–1088)

Nie wiadomo, która generacja, być może generacja 9 i 10
- -     -       -         -           -             -               -                 -                   -                     - (45/18/9). Viến Trí
                      - (46/19/10). Nguyện Học (zm. 1175)

10 generacja, nie wiadomo, kto był nauczycielem mistrza
- -     -       -         -           -             -               -                 -                   -                     -                       - 46/19/10. Bảo Giám (zm. 1173)

8, 9 i 10 generacja, nie wiadomo kto był nauczycielem Hà Trạcha
- -     -       -         -           -             -               -                 -                   - 44/17/8. Hà Trạch
                    - 45/18/9. Không Lộ (zm. 1119)
                      - 46/19/10. Giác Hải

Generacja nieznana - być może 10 lub 11
- -     -       -         -           -             -               -                 -                   -                     -                       - (46/19/10). Bảo Giác (zm. 1173
                        - (47/20/11). Tịnh Giới (zm. 1207)

Generacja nieznana - być może 10 lub 11
- -     -       -         -           -             -               -                 -                   -                     -                       - (46/19/10). Tri Thông (bd)
                        - (47/20/11). Hiện Quang (zm. 1221)

### Szkoła Vinītaruci
- - 30/3. Jianzhi Sengcan (ok. 529-613)
    - 31/4/1. Vinītaruci (zm. 594)
      - 32/5/2. Pháp Hiền (zm. 626)

Nie wiadomo czy Pháp Hiền był nauczycielem Huệ Nghiêma
- -     -       -         - 33/6/3. Huệ Nghiêm
          - 34/7/4. Thanh Biện (zm. 686)

4 i dalsze pokolenia
- -     -       -         -           - 34/7/4. Nam Dương
            - 35/8/5. Dịnh Không (zm. 808)
              -                 - 36/9/6. Thông Thiện
                  - 37/10/7. La Quí (851-936)
                    - 38/11/8. Thiền Ông (902-972)
                      - 39/12/9. Vạn Hạnh (zm. 1025)
                        - 40/13/10. Dịnh Huê
                          - 41/14/11. Huệ Sinh (zm. 1063)
                          - 41/14/11. Pháp Thông (bd)

Generacja 9 i następne
- -     -       -         -           -             -               -                 -                   -                     - 39/12/9. Phù Trì
                      - 40/13/10. Pháp Thuân (zm. 990)
                        - 41/14/11. Ma Ha

Pokolenie 11 i następne
- -     -       -         -           -             -               -                 -                   -                     -                       -                         - 41/14/11. Vô Ngại
                          - 42/15/12. Sùng Phạm (1004–1087)
                            - 43/16/13. Dạo Hạnh (zm. 1117)
                              - 44/17/14. Minh Không (1065–1141)

                            - 43/16/13. Trì Bát (1049–1117)
                              - 44/17/14. Tịnh Hạnh
                              - 44/17/14. Pháp Nhàn

- -     -       -         -           -             -               -                 -                   -                     -                       -                         -                           - 42/15/12. Pháp Bảo (Hải Chiếu) (zm. po 1126)
                            - 43/16/13. Thuần Chân (zm. 1105)
                              - 44/17/14. Bổn Tịch (zm. 1140)
                                - 45/18/15. Khánh Hỷ (1067–1142)
                                  - 46/19/16. Pháp Dung (zm. 1174)
                                    - 47/20/17. Đạo Lâm (zm. 1203))
                                      - 48/21/18. Tịnh Thiền (1121–1193)
                                        - 49/22/19. Pháp Ký (bd)

                                      - 48/21/18. Tịnh Không

Nie wiadomo, która generacja - być może 15
- -     -       -         -           -             -               -                 -                   -                     -                       - 45/18/15. Phâp Y
                        - 46/19/16. Thiền Nham (1093–1163)

Nie wiadomo, która generacja - być może 13
- -     -       -         -           -             -               -                 -                   -                     -                       -                         -                           - (13). Chân Không (1046–1100)
                            - (14). Diệu Nhân (1042–1113) Mistrzyni thiền
                            - (14). Viên Học (1073–1136)
                              - (15). Thông Thiền
                              - (15). Vương Nhân
                              - (15). Pháp Hoa
                              - (15). Diệu Dụng
                              - (15). Viên Thông (1080–1151)
                                - (16). (Y Sơn (zm. 1213)

Generacja 14 i następne
- -     -       -         -           -             -               -                 -                   -                     -                       -                         -                           -                             -                               - 44/17/14. Quảng Phúc
                                - 45/18/15. Giới Không
                                  - 46/19/16. Tri Nhàn

### Szkoła Thảo Đường
- - 43/16. Xuedou Chongxian (lub Mingjue) (980–1052) autor Biyan lu
    - 44/17. Tianyi Yihuai (993–1064)
      - 45/18. Yang Wuwei (bd)
      - 45/18. Yuantong Fashen (bd)

    - 44/17. Chengtian Chuanzong ta linia przekazu została przeniesiona do Wietnamu przez Caodonga (wietn. Thảo Đường)
      - 45/18/1. Thảo Đường
        - 46/19/2. Lý Thánh Tông (1023–1072) cesarz wietnamski
          - 47/20/3. Ngô Ich

        - 46/19/2. Bát Nhà
          - 47/20/3. Hoằng Minh
            - 48/21/4. Phạm Âm
              - 49/22/5. Trương Tam Tạng
                - 50/23/6. Hải Tịnh
                - 50/23/6. Lý Cao Tông (ur. 1173, pan. 1175–1210) cesarz wietnamski
                - 50/23/6. Quản Giáp

        - 46/19/2. Ngộ Xá
          - 47/20/3. Không Lộ
            - 48/21/4. Lý Anh Tông cesarz wietnamski
            - 48/21/4. Đỗ Đô
              - 49/22/5. Chân Huyền
                - 50/23/6. Phạm Phụng Ngự

              - 49/22/5. Đỗ Thường

          - 47/20/3. Định Giác (Giác Hải)
            - 48/21/4. Vân
              - 49/22/5. Đỗ Anh Vũ (zm. 1159)

### Szkoła lâm tế (linji)

#### Linia przekazu Dharmy
Pierwsza liczba oznacza pokolenie od Bodhidharmy.
Druga liczba oznacza pokolenie od Linjiego Yixuana
Trzecia liczba oznacza początek nowej generacji w innym kraju
- 39/29. Huanyou Zhengchuan
  - 40/30. Miyun Yuanwu (1566–1642) 12 spadkobierców
    - 41/31. Poshan Haiming (1577–1666)
      - 42/32. Zhangrue Tongzui (1610–1693)

    - 41/31. Hanyue Fazang[a] (1573–1635)
    - 41/31. Muchen Daomin (1596–1674)
      - 42/32. Shouzun Yuanzhao (1647–1729)
        - 43/33/1. Nguyên Thiều (zm. 1712) Wietnam - szkoła lâm tế (czyli linji) założona w 1696 roku
          - 44/34/2. Minh Hoằng, Tử Dung
            - 45/35/3. Thiệt Diệu Thích Liễu Quán (1670–1742)
              - 46/36/4. Tế Ân, Lưu Quang
                - 47/37/5. Đại Tuệ, Chiếu Nhiên
                  - 48/38/6. Đạo Minh, Phổ Tịnh (zm. 1816)
                    - 49/39/7. Tánh Thiên, Nhất Định (1784–1847)
                      - 50/40/8. Hải Thiệu, Cương Kỷ (1810–1899)
                        - 51/41/9. Thanh Thái, Chính Sắc, Thích Tuệ Minh (1861–1939)
                          - 52/42/10. Thanh Quí, Cứu Cánh, Thích Chân Thật (1884–1968)
                            - 53/43/11. Trừng Quang, Phùng Xuân, Thích Nhất Hạnh (ur. 1926)